# إليزابيث تيموثي
إليزابيث تيموثي (بالإنجليزية: Elizabeth Timothy) هي صحفية أمريكية، ولدت في 30 يونيو 1702 في أمستردام في هولندا، وتوفيت في 1757.

## معرض صور

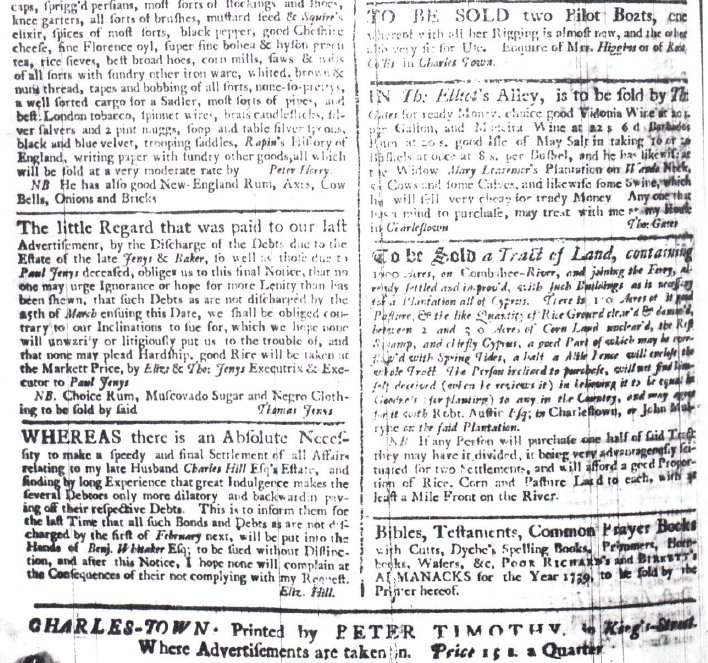
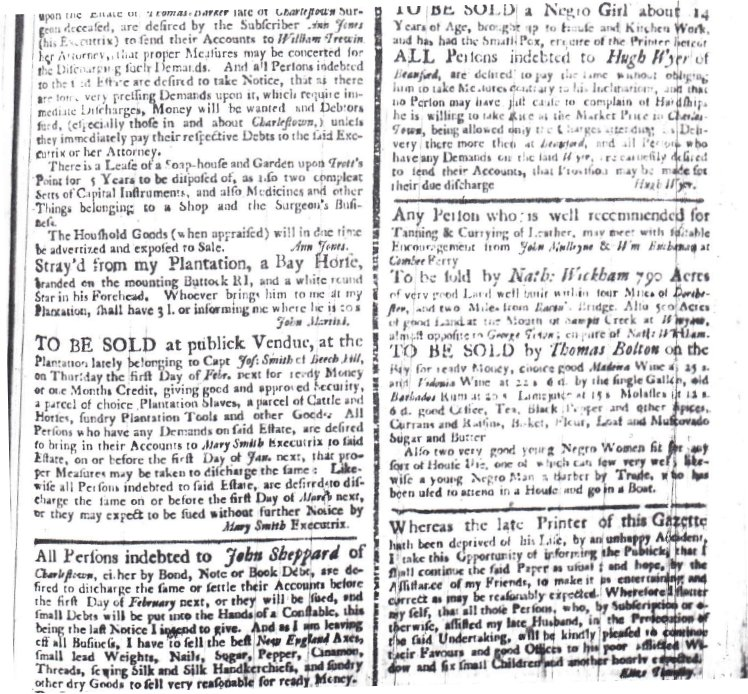
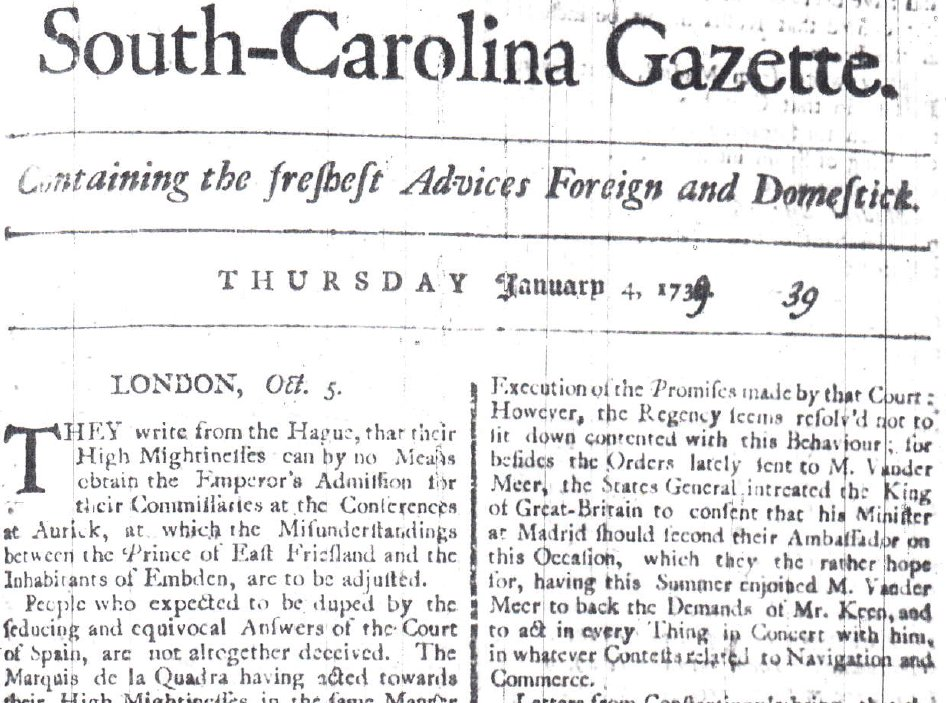
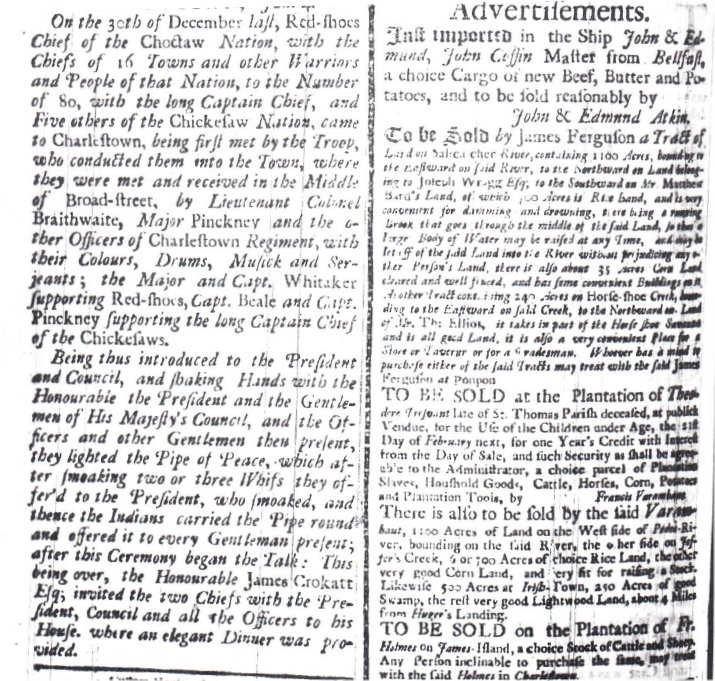